# 1964年東京オリンピックのバハマ選手団
1964年東京オリンピックのバハマ選手団（1964ねんとうきょうオリンピックのバハマせんしゅだん）は、1964年10月10日から10月24日にかけて日本の首都東京で開催された1964年東京オリンピックのバハマ選手団、およびその競技結果。

## 概要
今大会は金メダル1個、合計1個のメダルを獲得した。

## メダル
| メダル | 選手名                             | 競技       | 種目     |
| ------ | ---------------------------------- | ---------- | -------- |
| 金     | ダーウォード・ノウルズ Cecil Cooke | セーリング | スター級 |